# Патлонг
Патлонг (англ. Patlong) — одна з місцевих громад, що розташована в районі Цгачас-Нек, Лесото. Населення місцевої громади у 2006 році становило 10 819 осіб.